# Uda Devi

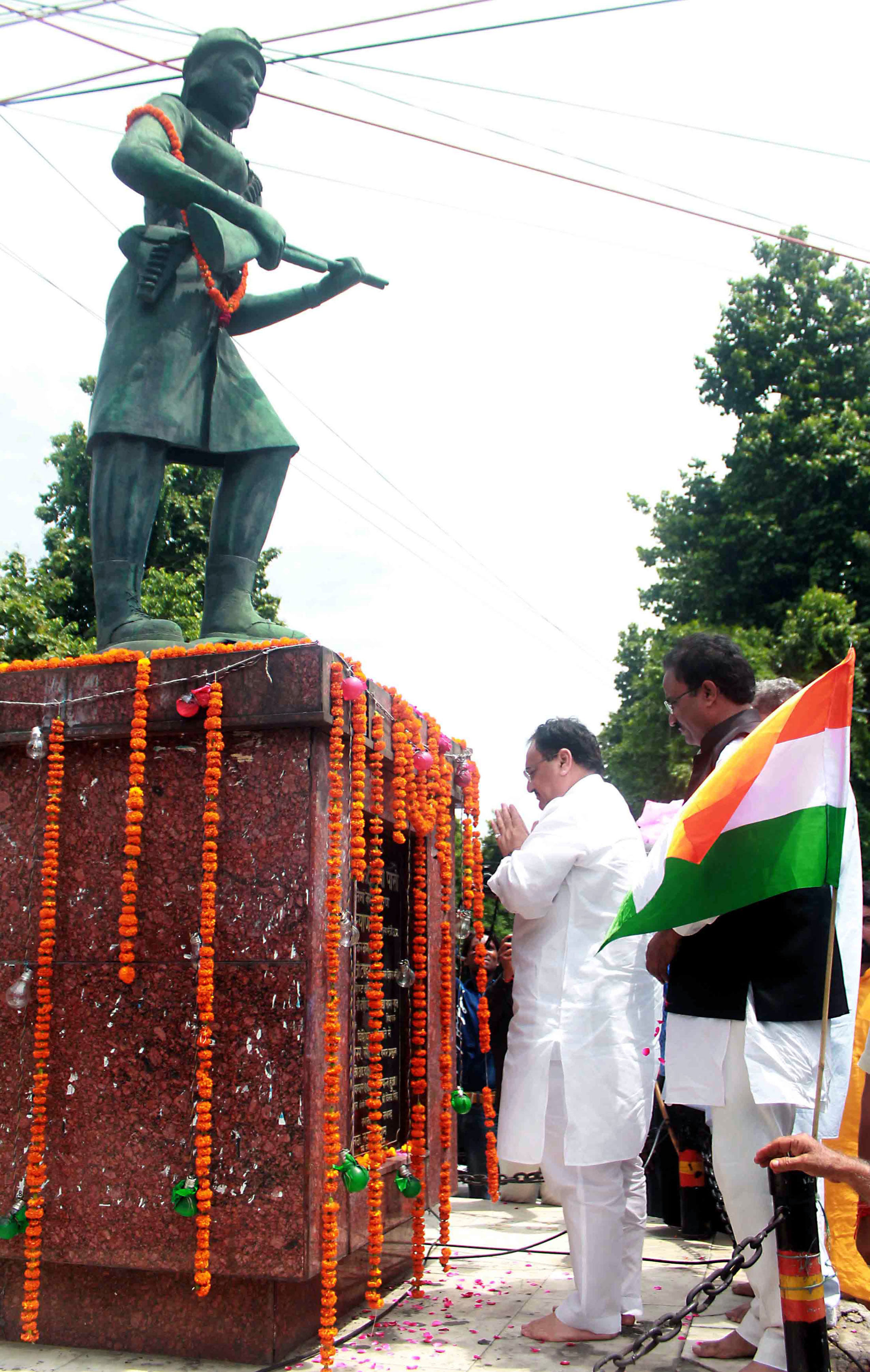
El ministre de la Unió per a Salut i Benestar Familiar, Shri J.P. Nadda, retent homenatge a Uda Devi, a Sikandar Bagh, Lucknow, el 19 d'agost de 2016

Uda Devi va ser una lluitadora que prengué part en la rebel·lió índia de 1857 contra la Companyia Britànica de les Índies Orientals.
Tot i que les històries de castes superiors índies posen de relleu les contribucions a la resistència de les heroïnes d'aquestes castes com Jhansi Rani, les batalles per la independència del domini colonial britànic també van comptar amb lluitadores dalits de la resistència com Devi. Aquestes dalits entre les que es troba Devi son recordades avui en dia com les guerreres o "Dalit Veeranganas" de la rebel·lió índia de 1857. El seu marit, Makka Pasi, era soldat de l'exèrcit de Hazrat Mahal.
A mesura que veia créixer l'animositat del poble indi envers l'administració britànica, Uda Devi va contactar amb la reina Begum Hazrat Mahal, per allistar-se per a la guerra. Per tal de preparar-se per a la batalla a la que els dirigia, Begum la va ajudar a formar un batalló de dones sota el seu comandament. Quan els britànics van atacar Awadh, tant Uda Devi com el seu marit formaven part de la resistència armada. En saber que el seu marit havia mort a la batalla, s'implicà en la campanya final amb totes les seves forces.

## Batalla de Sikandar Bagh
Uda Devi va participar en la batalla de Sikandar Bagh el novembre de 1857. Després de donar instruccions al seu batalló, s'enfilà a una figuera de les pagodes i va començar a disparar contra els soldats britànics que avançaven. Un oficial britànic va assenyalar que moltes de les víctimes tenien ferides de bala que indicaven una forta trajectòria descendent. Sospitant un franctirador ocult, va ordenar als seus oficials que disparessin contra els arbres fins que varen encertar a una rebel, que va caure a terra morta. Després de la investigació, el franctirador es va revelar com Uda Devi. William Forbes-Mitchell, a Reminiscences of the Great Mutiny, escriu sobre Uda Devi: "Estava armada amb un parell de pistoles pesades de cavalleria de factura antiga, una de les quals encara estava carregada, i la seva bossa encara estava gairebé plena de munició, mentre que des de la seva posada a l'arbre, que havia estat preparada amb cura abans de l'atac, havia matat més de mitja dotzena d'homes ".
Els Pasis de Pilibhit es reuneixen el 16 de novembre de cada any per commemorar l'aniversari del martiri d'Uda Devi.